# Martin von Schaumberg
Martin von Schaumberg (né en 1523 à Nassenfels, mort le 28 juin 1590 à Eichstätt) est prince-évêque d'Eichstätt de 1560 à sa mort.

## Biographie
Chanoine du chapitre d'Eichstätt en 1531, il étudie à Ingolstadt en 1533, à Vienne en 1539 et à Bologne en 1544. Pour augmenter ses revenus, il acquiert une charge de chanoine à Bamberg en 1549 et une autre à Wurtzbourg en 1550. En 1555, il devient chantre de la cathédrale d'Eichstätt, en 1559 doyen de la cathédrale. Il vit dans le (plus tard) Hof Welden (sur le site du presbytère protestant actuel), qu'il vendra quand il sera évêque en 1575. Le 17 juillet 1560, le chapitre de la cathédrale l'élit évêque d'Eichstätt.
Les deux tiers de la région diocésaine sont alors devenus protestants pendant la Réforme. Il essaie de faire passer des réformes dans le reste, principalement dans l'épiscopat et dans la partie bavaroise du diocèse, en particulier en ce qui concerne le clergé diocésain. Il fonde le 16 novembre 1564 le Collegium Willibaldinum, une institution qui combine l'enseignement secondaire avec des études universitaires conformément aux idées du concile de Trente et est la première institution de ce type en Allemagne.
Le renouveau du mode de vie du clergé est également très important pour lui. Il doit lutter contre les violations du célibat des clercs tout au long de son règne. Lui-même mène une vie pieuse et impeccable.
Il inclut les abbayes dans son travail de réforme et prend parfois des mesures difficiles, par exemple en 1561 dans le couvent des Dominicains d'Eichstätt (de), où il dépose le prieur et chasse les moines indisciplinés, chez les augustiniens de l'abbaye de Rebdorf (de), où il dépose aussi le prieur, et de 1586 à 1589 avec les bénédictions de l'abbaye de Plankstetten. Il se base sur les décisions du concile de Trente, mais a aussi des pouvoirs spéciaux du Pape à Rome si nécessaire. Il introduit un certain serment d'office : le credo tridentin doit être juré lors de la prise de fonctions dans l'église et lors de la remise des diplômes universitaires. En 1585, il prescrit la forme tridentine du mariage et ordonne la tenue des registres paroissiaux et des registres paroissiaux. En 1589, il publie un nouveau bréviaire diocésain et rend les prières quotidiennes obligatoires pour le clergé.
Afin de promouvoir l'enseignement, il fait installer des écoles de village dans son domaine à partir de 1560.
L'évêque élargit son évêché par l'acquisition de villages et de juridictions (Kinding, Haunstetten, Mettendorf, Töging avec le château local, Burggriesbach, Lauterbach et Untermässing) ; il peut réduire la dette grâce à une gestion économe et prudente. Il publie de nouveaux règlements sur les tribunaux et les métiers. Le 1er février 1583, il introduit le calendrier grégorien et prend ainsi un rôle de pionnier dans l'empire.
Au cours de son épiscopat, la chasse aux sorcières commence dans la principauté épiscopale d'Eichstätt, au cours de laquelle au moins 26 femmes de Spalt, Dollnstein et Abenberg sont condamnées à mort pour sorcellerie présumée et exécutées de 1585 à la mi-1590.
Son nom est associé à de vastes activités de construction sur le château Saint-Willibald (de) ; trois vastes ailes de la troisième cour sont construites, il ne reste que l'aile nord, connue sous le nom de « bâtiment Schaumberg ». Il construit une petite église Sainte-Catherine, qui cèdera la place à l'église des Saints-Anges-Gardiens (de). Il construit le château de Hirschberg, comme le montre son blason en pierre. Dans l'ensemble, cependant, peu de choses survivent à son activité de construction.
À sa mort, il est enterré dans la cathédrale à côté de l'autel Saint-Michel. Un autel épitaphe le rappelle. L'œuvre maniériste en marbre du Jura est créée vers 1570 pour le compte de l'évêque par Philipp Sarder, est déplacée de son emplacement d'origine du mur est au mur ouest du transept sud en 1789 et est maintenant à nouveau sur le mur est. La structure de l'autel à plusieurs étages montre la crucifixion, la résurrection, l'ascension et la seconde venue du Christ en reliefs. Les évangélistes, les apôtres Pierre et Paul et les saints diocésains sont également représentés. L'évêque et ses parents s'agenouillent devant ou se tiennent autour du crucifié. L'épitaphe actuelle (dalle funéraire) du prince-évêque se trouve dans le cloître de la cathédrale d'Eichstätt.